# Młynek (Lututów)
Młynek – część miasta Lututów w Polsce, położona w województwie łódzkim, w powiecie wieruszowskim, w gminie Lututów. 
W latach 1975–1998 Młynek należał administracyjnie do województwa sieradzkiego.
Młynek jest częścią miasta od 2020 r., kiedy to Lututów stał się miastem, wcześniej był częścią wsi Lututów.